# Serolella pagenstecheri
Serolella pagenstecheri là một loài chân đều trong họ Serolidae. Loài này được Pfeffer miêu tả khoa học năm 1887.